# Vulkaan

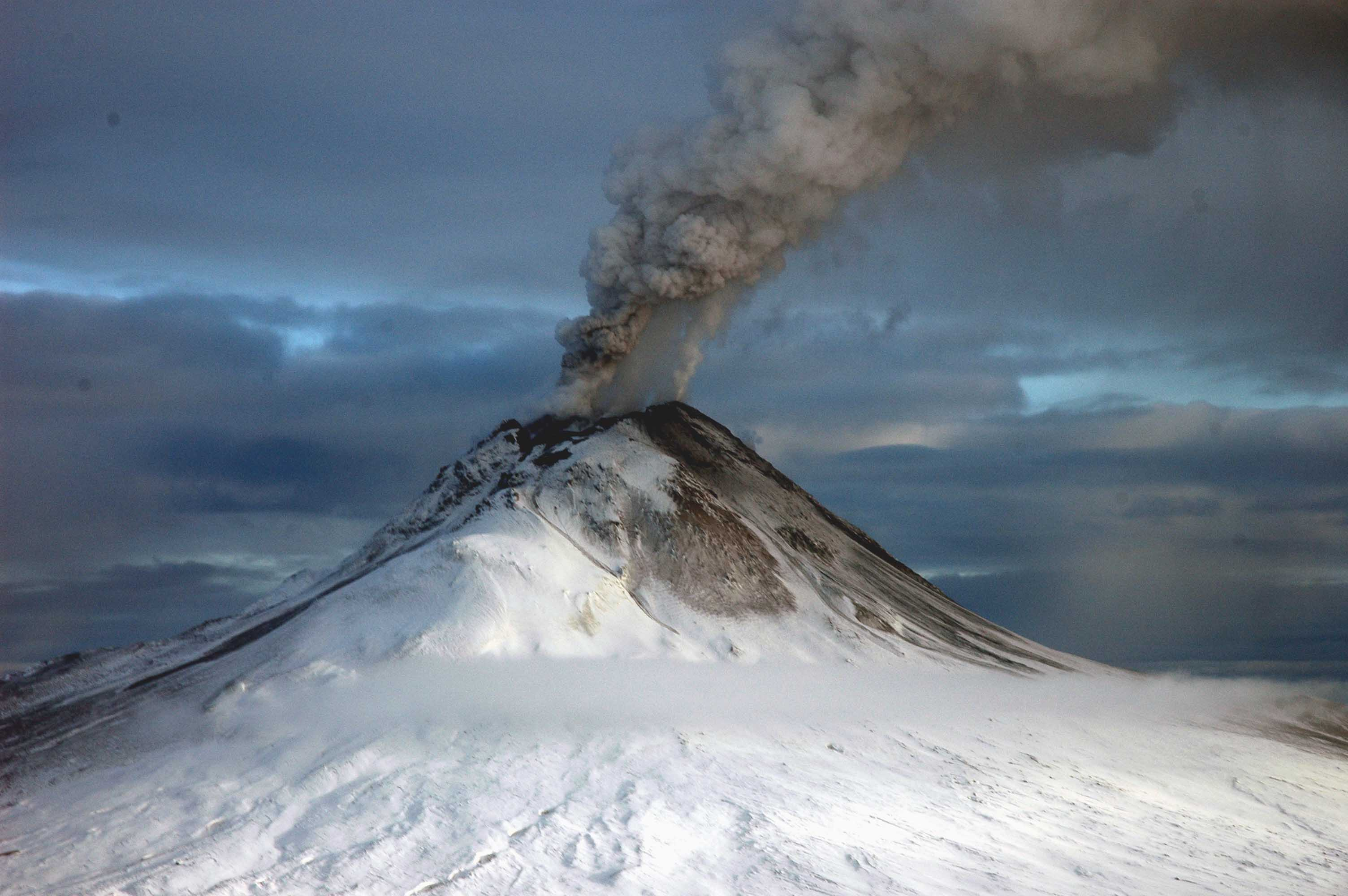
De Augustine in Alaska, januari 2006

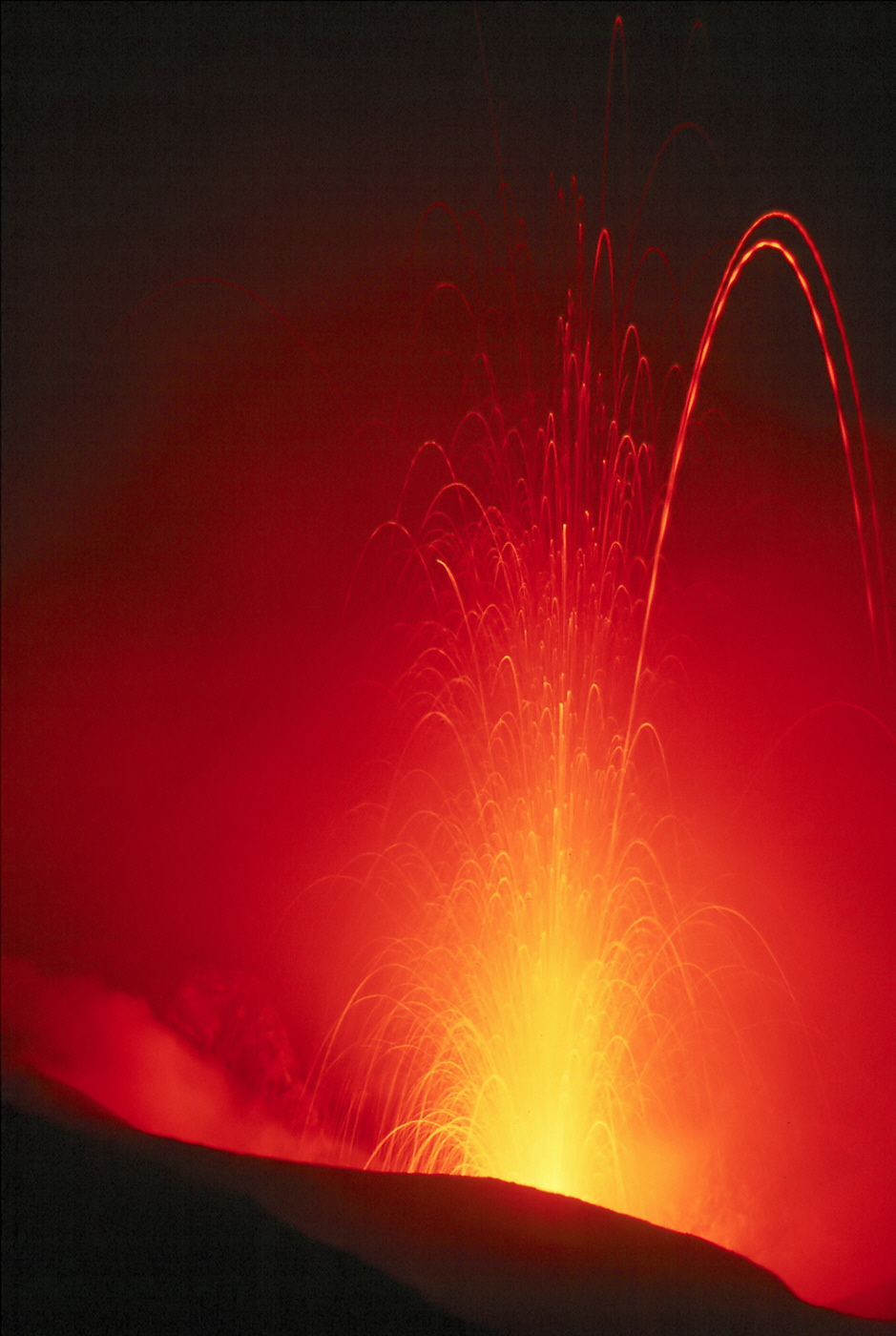
Uitbarsting van Stromboli in 1980

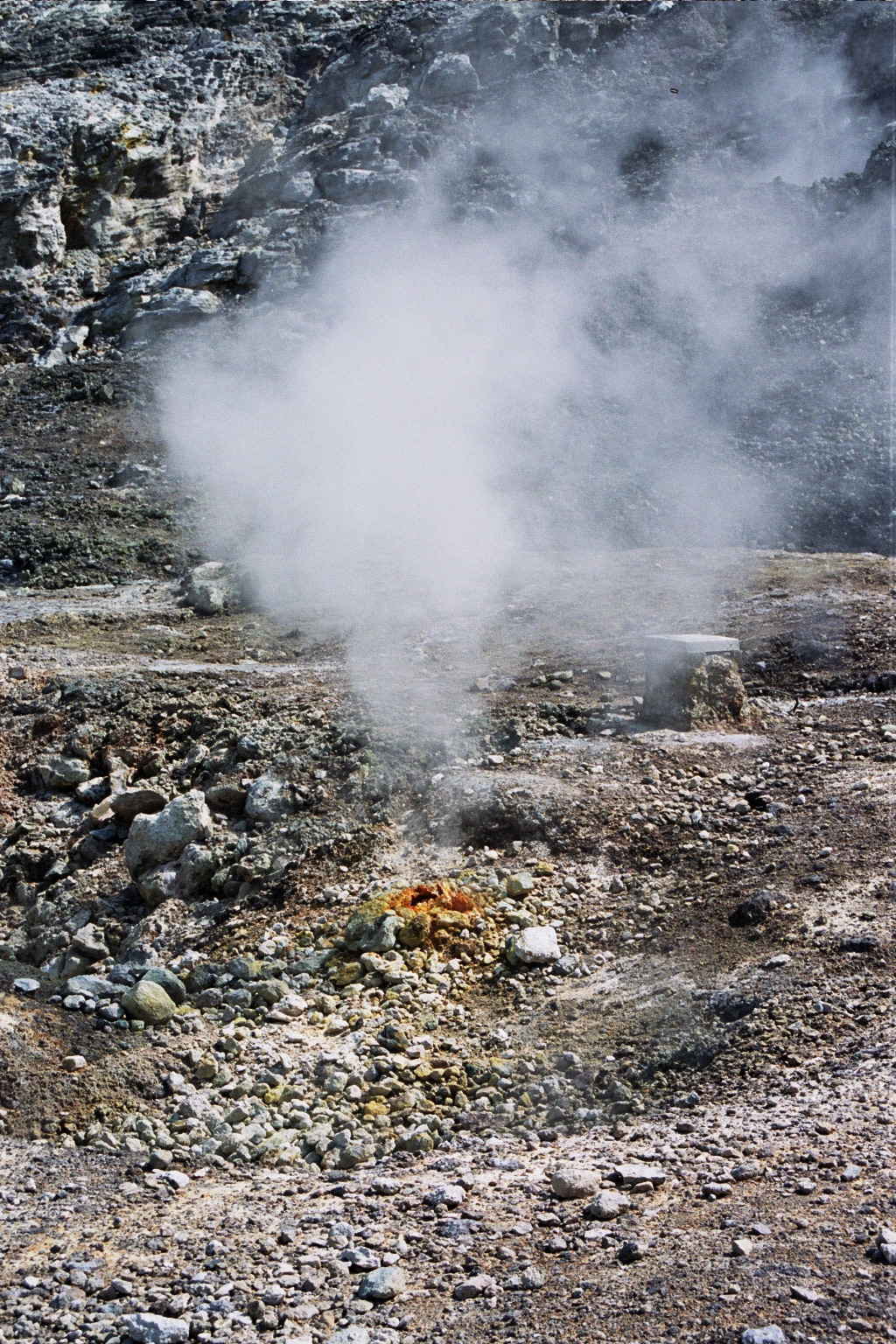
Gasemissie uit de slapende vulkaan van de Flegreïsche velden bij Napels, augustus 2003

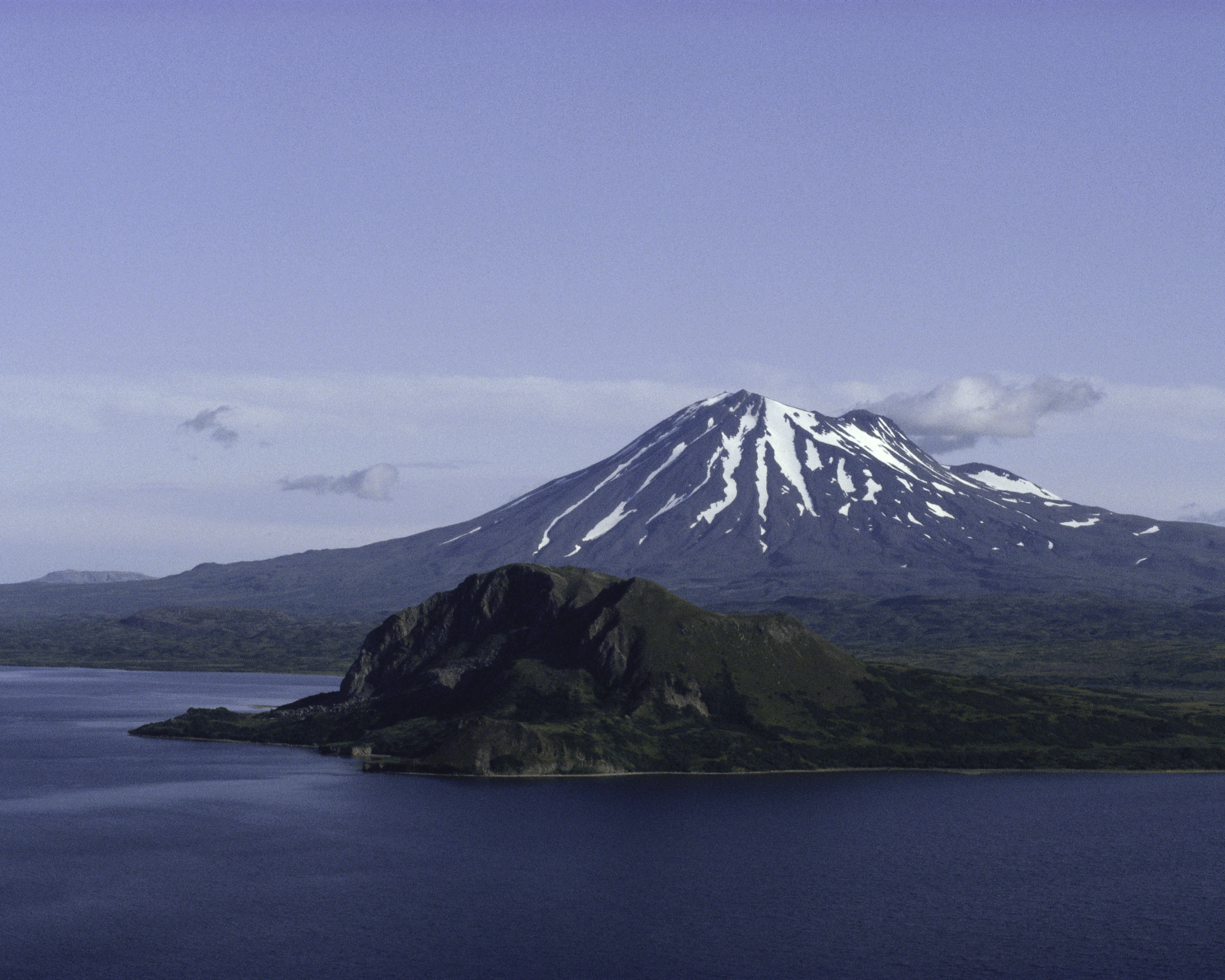
Vulkaan in het Becharof National Wildlife Refuge in Alaska

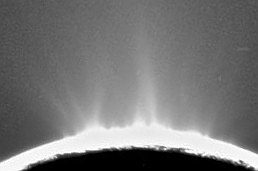
Cryovulkanisme op Enceladus, een van de manen van Saturnus

Een vulkaan is een opening in het oppervlak van een planeet waar gesmolten gesteente (magma) als lava, gas en brokstukken van vast gesteente (tefra) door naar buiten komen. Rond zulke openingen wordt vaak met dit materiaal een berg gevormd. Men sprak daarom vroeger van een vuurspuwende berg. De momenten waarop materiaal door een vulkaan wordt uitgestoten worden uitbarstingen of erupties genoemd.
Op de Aarde worden vulkanen vooral aangetroffen in gebieden waar tektonische platen aan elkaar grenzen, dus de plaatsen waar ook aardbevingen voorkomen. Een uitzondering hierop vormen hotspots. Dit zijn gebieden waar heet materiaal uit de mantel door de aardkorst heen naar boven komt. Wereldwijd zijn er 861 bevestigde holocene uitbarstingen waargenomen, vermoedelijk zijn het er 1261. Tussen 2010 en 2023 waren er jaarlijkse gemiddeld 73 actieve vulkanen en 80 uitbarstingen. 
Vulkanen komen ook op andere steenachtige planeten en manen binnen het zonnestelsel voor. Zo zijn op de planeten Venus en Mars en de manen Io, bij Jupiter, en Triton, bij Neptunus, vulkanen waargenomen. Van de laatste twee wordt vermoed dat ze vloeibare stikstof of methaan uitstoten, het vulkanisme waarbij dit optreedt wordt cryovulkanisme genoemd.
Vulkanische vlakten, geisers, warmwaterbronnen en kokende modderbronnen zijn verschijnselen die in de buurt van vulkanen kunnen worden aangetroffen, maar omdat ze geen uitgesproken reliëf kennen zijn het geen vulkanen. Ze ontstaan doordat de aardkorst in de buurt van vulkanen dunner is dan op andere plaatsen.
De wetenschap waarbij vulkanen en aan vulkanisme gerelateerde verschijnselen worden bestudeerd, heet vulkanologie.

## Classificaties

### Samenstelling
Een veelgebruikte classificatie voor vulkanen is gebaseerd op de samenstelling van het gesteente dat wordt gevormd.
- Zure vulkanen - als het magma felsisch (of zuur) van samenstelling is, met een concentratie silica boven de 65%, is het stroperig. Daardoor kan deze massa de kratermond moeilijk verlaten of kan het de opening door plugvorming zelfs verstoppen. Dit laatste is er de oorzaak van dat de erupties bij dergelijke vulkanen vaak zeer explosief verlopen en met gloedwolken gepaard gaan. Eenmaal aan de oppervlakte stolt het magma, dat dus lava wordt, relatief snel. De Lassen Peak in het Lassen Volcanic National Park in Californië is een goed voorbeeld van een zure vulkaan. Het stollingsgesteente ontstaan uit de Mount Saint Helens in de staat Washington heeft ook een zure samenstelling.
- Basische vulkanen - als het magma mafisch (of basisch) van samenstelling is (bij lage silicaconcentraties) is het magma minder stroperig en zal de eruptie minder explosief verlopen omdat het magma de krateropening gemakkelijker kan verlaten. De lava kan door de lage viscositeit langere afstanden afleggen, en stroomt veel sneller dan zure lava. Vulkanen van dit type worden onder andere aangetroffen op IJsland en Hawaï.

### Vorm
Bij een andere classificatiemethode wordt naar de vorm van de vulkaan gekeken.
- Schildvulkanen zijn gevormd door laag-viskeuze (dus mafische) lava die ver kan uitstromen, waardoor de vulkanen gekenmerkt worden door een brede basis en langzaam oplopende, flauwe hellingen. De grootste vulkanen op aarde zijn van dit type. De Mauna Loa op Hawaï met een diameter van 120 km is hiervan een duidelijk voorbeeld.
- Sintelkegels of slakkenkegel, ontstaan als gruis, puin en veelal kleine rotsblokken die door de vulkanische opening worden uitgeworpen en zich daaromheen ophopen. Hierdoor ontstaat er een kegel met in het midden een krater. Een voorbeeld is de Hverfell bij Mývatn op IJsland.
- Stratovulkanen, of koepelvulkanen, zijn het tegenovergestelde van schildvulkanen. De lava die uit dit type vulkaan komt is veel viskeuzer, dus zuurder van samenstelling, en taaier dan de lava geproduceerd door schildvulkanen. Daardoor kan de lava niet ver uitstromen. De lava hoopt zich op waardoor de vulkaan heel steile wanden vormt. De Fuji in Japan is een bekende stratovulkaan.
- Caldeiravulkanen zijn vulkanen die ontstaan in de gevulde kegel van een oudere vulkaan. Het magma gebruikt dikwijls nog de oude kraterpijp tot een bepaalde diepte waar dan via kleinere kanalen meerdere nieuwe kleine vulkanen in de oude krater ontstaan.
- Het laatste type vulkanen vormen de spleetvulkanen. Dit zijn vulkanen die weinig reliëf hebben en vaak voorkomen als kloven of gaten in het landschap.

### Kracht
Een nog andere classificatie gaat uit van de explosieve kracht van de uitbarsting van de vulkaan, waarbij de naam van een bekende vulkaan dikwijls als classificatie voor de betreffende explosieve kracht geldt. Hiervoor is in 1982 de vulkanische-explosiviteitsindex VEI ingevoerd, waarmee de explosieve kracht van de verschillende uitbarstingen met elkaar kunnen worden vergeleken. Deze index loopt van 0 tot 8; elke eenheid hoger betekent een 10 keer zo zware explosieve kracht. Zo heeft de Mauna Loa een VEI van 1, de Etna een index 2, de Krakatau een index 6 en een supervulkaan als de Yellowstonecaldera een VEI van 8. Over een periode van een miljoen jaar barsten ze slechts 1 à 2 keer uit en stoten daarbij grote hoeveelheden as en stof uit, meer dan 2500 km³. 
Uit bovenstaande classificatiemethoden is duidelijk dat de zuurgraad van het magma van grote invloed is op de vorm en de explosieve kracht van een vulkaan.

## Gedrag
Actieve vulkaan: Vulkanen die herhaalde activiteit vertonen worden polygenetische vulkaan genoemd, in tegenstelling tot monogenetische vulkanen.
Vulkanische activiteit gaat vaak gepaard met aardbevingen. Lichte aardbevingen in de buurt van vulkanen wijzen vaak op een naderende eruptie. Ook gas-emissie kan wijzen op verhoogde activiteit. Maar het is ook mogelijk dat vulkanen jaren achtereen roken, zonder tot eruptie te komen. Aan de andere kant kunnen vulkanen ook zonder voorafgaande aanwijzingen ineens actief worden.
Slapende vulkanen zijn vulkanen die op dit moment niet actief zijn maar dit over tijd bijvoorbeeld enkele eeuwen (over de precieze tijdsduur zijn de meningen verdeeld) wel kunnen worden. Het is niet altijd duidelijk of een vulkaan slaapt of nog actief is. Soms wordt de lijn heel wazig doordat een vulkaan aardbevingen veroorzaakt en giftige gassen de lucht in spuwt maar niet echt uitbarst. Bij deze vulkanen is het de vraag of deze vulkanen dan nog kunnen bestempeld worden als slapend. Ook slapende vulkanen kunnen onverwacht tot uitbarsting komen en zelfs dood gewaande vulkanen worden soms nog weer actief.
Uitgedoofde of dode vulkanen zijn vulkanen waarbij de aardkorst in de loop der tijd dusdanig is dichtgegroeid dat er geen magma meer doorheen kan komen.  

### Effusieve activiteit
Een vulkaan kan tijdens explosieve uitbarstingen grote hoeveelheden brokstukken, klasten, en stof uitwerpen, die tefra worden genoemd. De grootste brokstukken heten vulkanische bommen, kleinere klasten worden lapilli genoemd, en het fijnste materiaal is vulkanische as. De grotere brokstukken vallen direct weer naar beneden en vormen een gevaar voor de directe omgeving van de vulkaan. Vulkanische modderstromen van gruis en rotsblokken kunnen een snelheid tot circa 150 km/h hebben en een bereik van zo'n 200 kilometer ; de vloeibare lava zelf daarentegen beweegt zich veel langzamer voort en reikt niet veel verder dan 50 kilometer. De fijne uitgespuwde as kan een hoogte van 65 kilometer bereiken en derhalve nog veel grotere afstanden afleggen door de atmosfeer, tot wel 2000 kilometer ver of zelfs de hele aardbol omvatten. Als een grote hete aswolk in de buurt van een vulkaan naar beneden komt kan het bewoonde gebieden verwoesten.
Vulkanische as en lava zijn echter ook zeer vruchtbaar, zoals Andosol.
Bij enorme uitbarstingen kunnen grote hoeveelheden as in de atmosfeer terechtkomen. Dit resulteert in rode zonsondergangen en lagere temperaturen waardoor een vulkanische winter het gevolg kan zijn. Na een grote eruptie, zoals die van de Krakatau in 1883, kan het klimaat door de grote hoeveelheid as in de atmosfeer soms jarenlang wereldwijd worden beïnvloed.
Vulkanische as is daarnaast een gevaar voor de luchtvaart: het kan grote schade aan vliegtuigen toebrengen en straalmotoren tot stilstand brengen.
Een piloot zal dan ook altijd trachten wolken van vulkanisch stof te vermijden. Een groot deel van in Europa het vliegverkeer werd in april 2010 dagenlang stilgelegd na een uitbarsting van een vulkaan op IJsland en een uitbarsting in Chili veroorzaakte in 2011 problemen met de luchtvaart in Australië.

## Verspreiding
Vulkanen komen over de gehele aarde voor, op het land (subaeriale vulkanen), of onderwater (submariene vulkanen). Ze concentreren zich vooral rondom de randen van tektonische platen en rondom mid-oceanische ruggen. Rondom de Grote Oceaan is zo'n concentratie bekend, de Pacifische Ring van Vuur, waar ook de meeste vulkanen in Indonesië, de Filipijnen, Japan, de Koerilen, Kamtsjatka en de westkust van Amerika deel van uit maken. In Indonesië, het land met het hoogste aantal vulkanen ter wereld, meer dan vierhonderd, zijn er 129 actief. Voorts komen vulkanen voor in de buurt van zogenaamde hotspots, de eilanden van Hawaï en de Canarische Eilanden zijn hier voorbeelden van. De platentektoniek is er een belangrijke oorzaak voor, dat vulkanisme rondom bepaalde gebieden is geconcentreerd (vulkaanvelden). 

### Nederlandse vulkanen
Er zijn vier vulkanen in Nederland. Twee daarvan zijn in Caribisch Nederland en zijn slapend (Mount Scenery en The Quill). De andere twee Nederlandse vulkanen, de Zuidwalvulkaan en Mulciber, zijn uitgedoofd en waren ruim 150 miljoen jaar geleden actief.

## Etymologie
Het woord vulkaan is afkomstig van het eiland Vulcano, voor de kust van Sicilië. De Romeinen geloofden dat de vuurgod Vulcanus op dat eiland woonde. Het voornaamste feest van Vulcanus werd gevierd in de heetste maand van het jaar, op 23 augustus. Onder invloed van de Griekse mythologie werd Vulcanus later helemaal gelijkgesteld met Hephaistos.